# Letní paralympijské hry 2016
Letní paralympijské hry 2016, oficiálně XV. letní paralympijské hry (portugalsky Jogos Paralímpicos de Verão de 2016), se konaly v brazilském Riu de Janeiru. Slavnostní zahájení proběhlo 7. září 2016, ukončení se pak uskutečnilo 18. září 2016. Ve městě konání byly několik dnů před zahájením demonstrace, a proto nebylo jisté, jestli hry začnou v termínu. Her se účastnilo 159 zemí a zhruba 4342 paralympioniků ve 22 sportech.
Při cyklistickém závodu 17. září zemřel po pádu z kola Íránský závodník Bahman Golbarnezhad.

## Volby pořadatele
Města, která měla zájem na uspořádání LOH 2016, musela spolu s ostatními podat přihlášku do 14. ledna 2008. Potenciální kandidátská města prošla výběrovým řízením, které hodnotilo celkem jedenáct kritérií (doprava, finance, ubytování atd.) Na jejich základě pak komise zúžila výběr na čtyři adepty: americké Chicago, španělský Madrid, brazilské Rio de Janeiro a japonské Tokio (které hostilo Letní olympijské hry 1964 a znovu je bude hostit v roce 2020). Mezinárodní olympijský výbor (MOV) nepodporoval kandidaturu Dauhá, a to i navzdory vyššímu ohlasu než vybrané Rio de Janeiro, jelikož záměr Dauhá pořádat olympijské hry v říjnu nevyhovoval kalendáři MOV. Praha a Baku také nepřešly přes výběrové řízení.
V čele 10členné hodnotící komise stanula Maročanka Nawal El Moutawakel, která již předsedala hodnotící komisi pro jednotlivé kandidatury Letních olympijských her 2012. V druhém čtvrtletí roku 2009 provedla komise inspekce na místě. Dne 2. září, měsíc před volbami, vydali pro členy MOV obsáhlé odborné posouzení.
MOV udělalo na jednotlivých místech mnoho omezení, aby se zabránil kandidujícím městům v komunikaci nebo v přímém ovlivňování 115 hlasujících členů. Nicméně kandidující města investovaly do svých PR a mediálních programů nemalé částky ve snaze nepřímo ovlivňovat členy MOV, sbírat domácí podporu, podporu sportovních médií a obecně mezinárodních médií jako takových.
Konečné hlasování se konalo dne 2. října 2009 v dánském hlavní městě Kodani. Chicago a Tokio byly vyřazeny po prvním a druhém kole hlasování, v uvedeném pořadí, přičemž do posledního kola mířilo Rio de Janeiro s výrazným náskokem před Madridem. Ten si také udrželo a bylo vyhlášeno jako hostitel Letních olympijských her v roce 2016.

### Předem zamítnutí kandidáti
- Baku, Ázerbájdžán
- Dauhá, Katar
- Praha, Česko (Uchazečství Prahy o pořádání olympijských her)

| Město          | Země      | 1. kolo | 2. kolo | 3. kolo |
| -------------- | --------- | ------- | ------- | ------- |
| Rio de Janeiro | Brazílie  | 26      | 46      | 66      |
| Madrid         | Španělsko | 28      | 29      | 32      |
| Tokio          | Japonsko  | 22      | 20      |         |
| Chicago        | USA       | 18      |         |         |

## Olympijská sportoviště

Mapa Rio de Janeira ukazuje sportoviště pro Letní olympijské hry 2016

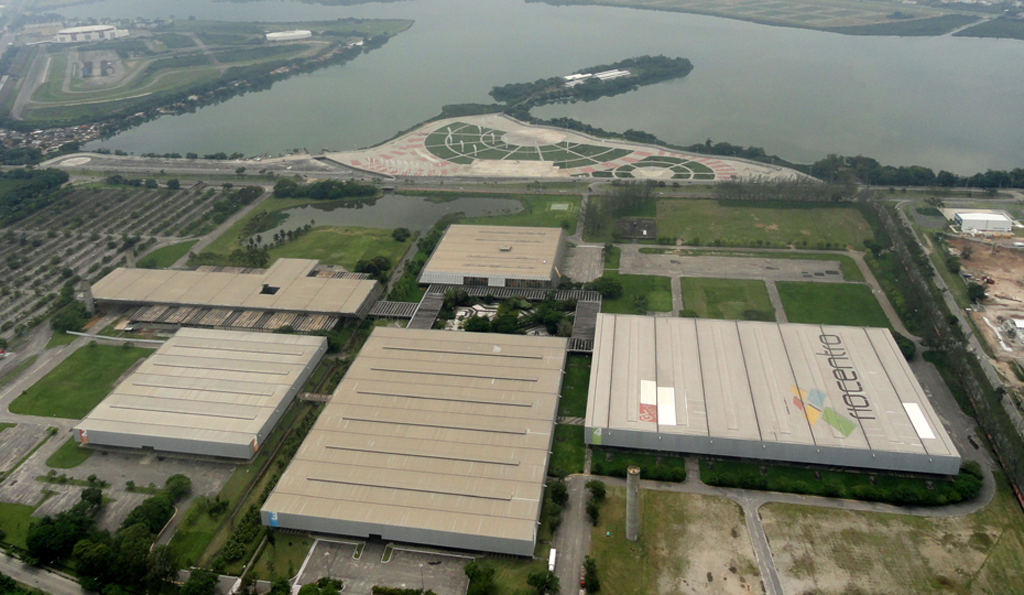
Riocentro

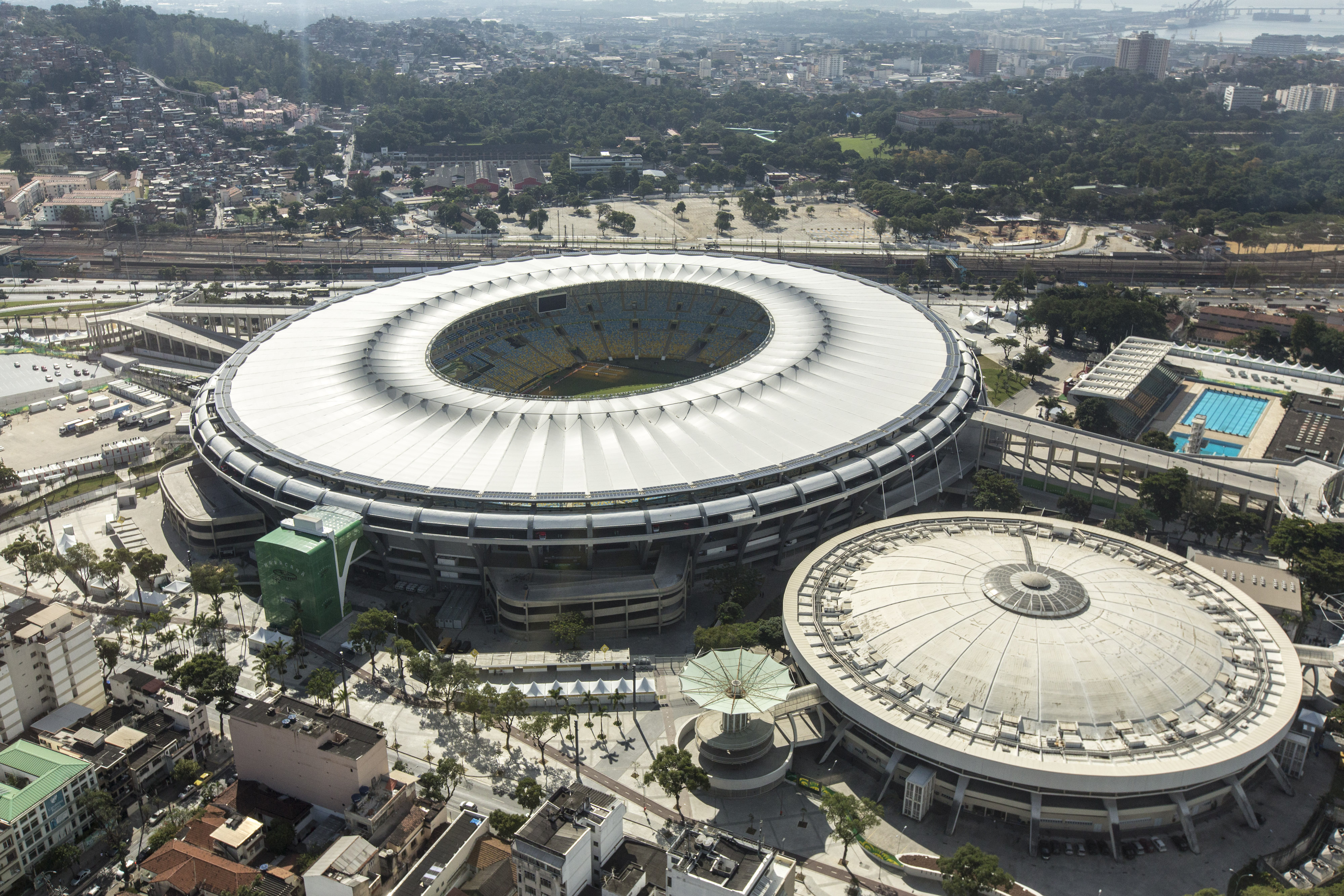
Maracanã

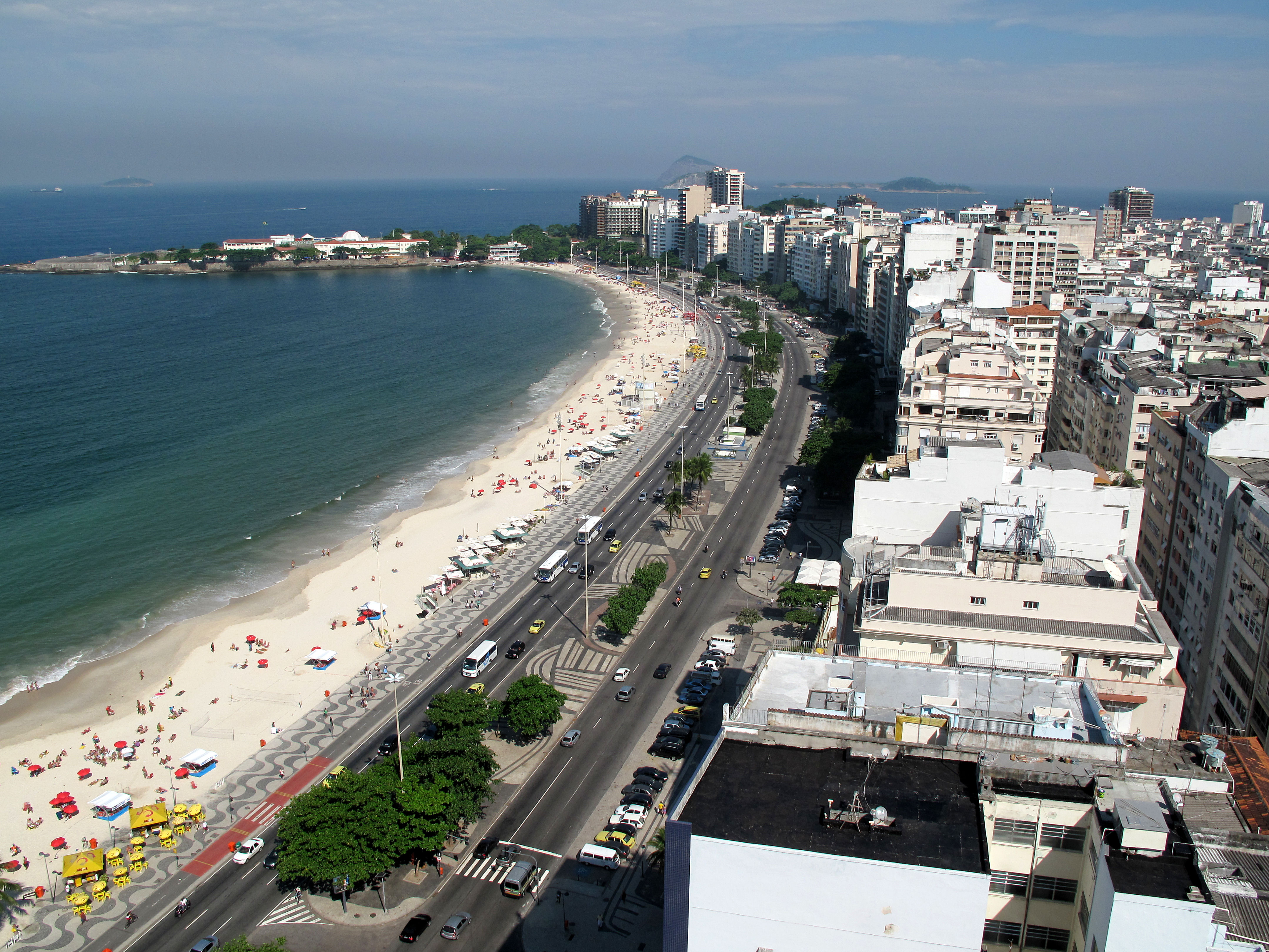
Copacabana

### Olympijský park Barra
Související informace naleznete také v článku Olympijský park
- Arena Carioca 1: Basketbal (vozíčkáři), Ragby (vozíčkáři)
- Arena Carioca 2: Boccia
- Arena Carioca 3: Šerm (vozíčkáři), Judo
- Arena do Futuro: Goalball
- Olympijský stadion plaveckých sportů: plavání
- Olympijské tenisové centrum: Fotbal (5-a-side), Tenis (vozíčkáři)
- Riocentro: Powerlifting, Volejbal (sezení), Stolní tenis
- Olympijská aréna: Basketbal (vozíčkáři)
- Olympijský velodrom: Dráhová cyklistika
- Pontal Beach: Silniční cyklistika

### Maracanã
- Estádio do Maracanã: slavností zahájení a zakončení LPH 2016
- Estádio Olímpico João Havelange: Atletika
- Sambadrome Marquês de Sapucaí: Lukostřelba

### Copacabana
- Fort Copacabana: Atletika, Silniční cyklistika, Paratriatlon
- Rodrigo de Freitas Lagoon: Parakanoistika, Veslování)
- Marina da Glória: jachting)

### Deodoro
- Olympijské jezdecké centrum: Jezdectví
- National Shooting Center: Střelba
- Deodoro Stadium: Fotbal (7-a-side),

## Soutěže
Na XV. Letních paralympijských hrách se soutěžilo v celkem 22 sportovních odvětvích.

### Sportovní odvětví
| - Lukostřelba - Atletika - Boccia - Cyklistika - Silniční cyklistika - Dráhová cyklistika | - Jezdectví - Fotbal (5-a-side) - Fotbal (7-a-side) - Goalball - Judo - Parakanoistika | - Paratriatlon - Powerlifting - Veslování - Střelba - Plavání - Stolní tenis | - Jachting - Volejbal (sezení) - Basketbal (vozíčkáři) - Šerm (vozíčkáři) - Ragby (vozíčkáři) - Tenis (vozíčkáři) |

## Úmrtí
Íránský cyklista Bahman Golbarnezhad zemřel 17. září 2016 při závodě kvůli infarktu a následnému pádu z kola.

## Pořadí národů

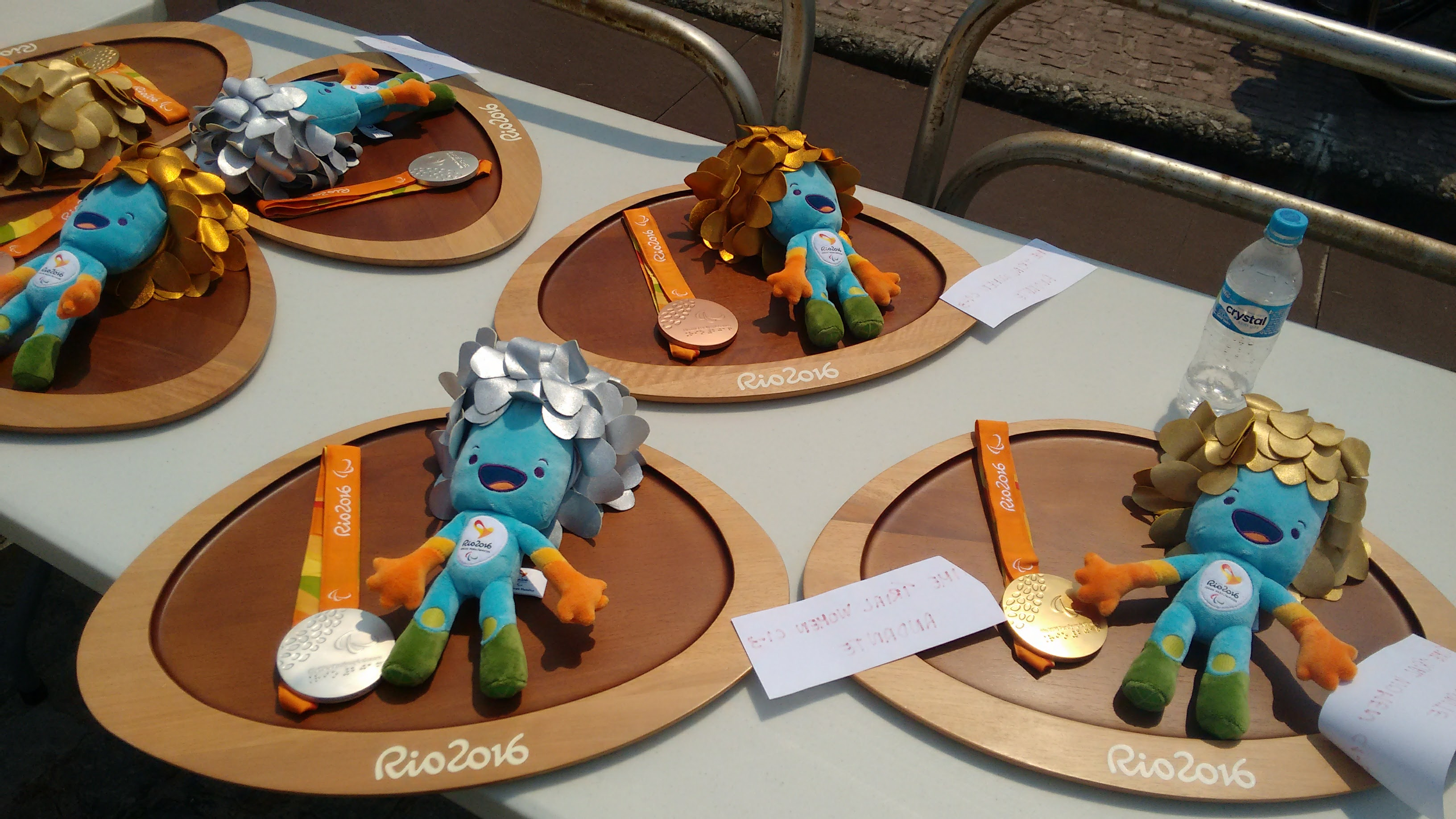
Paralympijské medaile s maskoty

| Pořadí | Země           | Zlato | Stříbro | Bronz | Celkem |
| ------ | -------------- | ----- | ------- | ----- | ------ |
| 1      | Čína           | 107   | 81      | 51    | 239    |
| 2      | Velká Británie | 64    | 39      | 44    | 147    |
| 3      | Ukrajina       | 41    | 37      | 39    | 117    |
| 4      | USA            | 40    | 44      | 31    | 115    |
| 5      | Austrálie      | 22    | 30      | 29    | 81     |
| 6      | Německo        | 18    | 25      | 14    | 57     |
| 7      | Nizozemsko     | 17    | 19      | 26    | 62     |
| 8      | Brazílie       | 14    | 29      | 29    | 72     |
| 9      | Itálie         | 10    | 14      | 15    | 39     |
| 10     | Polsko         | 9     | 18      | 12    | 39     |
| 51     | Česko          | 1     | 2       | 4     | 7      |

## Česko na LPH 2016
Česko reprezentovalo 37 paralympioniků.
Vlajkonošem české paralympijské reprezentace byl zvolen šestinásobný paralympijský vítěz v cyklistice Jiří Ježek.
Čestí medailisté